# Tư Trung
Tư Trung (chữ Hán giản thể: 资中县) là một huyện thuộc địa cấp thị Nội Giang, tỉnh Tứ Xuyên, Cộng hòa Nhân dân Trung Hoa. Huyện này có diện tích 1734 kilômét vuông, dân số năm 2002 là 1,31 triệu người. Mã số bưu chính là 641200. Về mặt hành chính, huyện này được chia thành 31 trấn, 2 hương.
- Trấn: Trọng Long, Quy Đức, Cam Lộ, Ngư Khê, Thiết Phật, Hoàn Khê, Long Kết, La Tuyền, Phát Luân, Tống Gia, Ngân Sơn, Thái Bình, Song Hà, Công Dân, Long Giang, Song Long, Thủy Nam, Tân Kiều, Lưu Mã, Cao Lâu, Mạnh Đường, Trần Gia, Phối Long, Sư Tử, Kim Lý Tỉnh, Hưng Long Nhai, Thuận Hà, Tô Gia Loan, Minh Tâm Tự, Tẩu Mã, Mã Yên.
- Hương: Bản Lật 垭, Long Sơn.

## Khí hậu
| Dữ liệu khí hậu của Tư Trung, elevation 369 m (1.211 ft), (1991–2020 normals, extremes 1981–2010) | Dữ liệu khí hậu của Tư Trung, elevation 369 m (1.211 ft), (1991–2020 normals, extremes 1981–2010) | Dữ liệu khí hậu của Tư Trung, elevation 369 m (1.211 ft), (1991–2020 normals, extremes 1981–2010) | Dữ liệu khí hậu của Tư Trung, elevation 369 m (1.211 ft), (1991–2020 normals, extremes 1981–2010) | Dữ liệu khí hậu của Tư Trung, elevation 369 m (1.211 ft), (1991–2020 normals, extremes 1981–2010) | Dữ liệu khí hậu của Tư Trung, elevation 369 m (1.211 ft), (1991–2020 normals, extremes 1981–2010) | Dữ liệu khí hậu của Tư Trung, elevation 369 m (1.211 ft), (1991–2020 normals, extremes 1981–2010) | Dữ liệu khí hậu của Tư Trung, elevation 369 m (1.211 ft), (1991–2020 normals, extremes 1981–2010) | Dữ liệu khí hậu của Tư Trung, elevation 369 m (1.211 ft), (1991–2020 normals, extremes 1981–2010) | Dữ liệu khí hậu của Tư Trung, elevation 369 m (1.211 ft), (1991–2020 normals, extremes 1981–2010) | Dữ liệu khí hậu của Tư Trung, elevation 369 m (1.211 ft), (1991–2020 normals, extremes 1981–2010) | Dữ liệu khí hậu của Tư Trung, elevation 369 m (1.211 ft), (1991–2020 normals, extremes 1981–2010) | Dữ liệu khí hậu của Tư Trung, elevation 369 m (1.211 ft), (1991–2020 normals, extremes 1981–2010) | Dữ liệu khí hậu của Tư Trung, elevation 369 m (1.211 ft), (1991–2020 normals, extremes 1981–2010) |
| Tháng                                                                                             | 1                                                                                                 | 2                                                                                                 | 3                                                                                                 | 4                                                                                                 | 5                                                                                                 | 6                                                                                                 | 7                                                                                                 | 8                                                                                                 | 9                                                                                                 | 10                                                                                                | 11                                                                                                | 12                                                                                                | Năm                                                                                               |
| ------------------------------------------------------------------------------------------------- | ------------------------------------------------------------------------------------------------- | ------------------------------------------------------------------------------------------------- | ------------------------------------------------------------------------------------------------- | ------------------------------------------------------------------------------------------------- | ------------------------------------------------------------------------------------------------- | ------------------------------------------------------------------------------------------------- | ------------------------------------------------------------------------------------------------- | ------------------------------------------------------------------------------------------------- | ------------------------------------------------------------------------------------------------- | ------------------------------------------------------------------------------------------------- | ------------------------------------------------------------------------------------------------- | ------------------------------------------------------------------------------------------------- | ------------------------------------------------------------------------------------------------- |
| Cao kỉ lục °C (°F)                                                                                | 18.7 (65.7)                                                                                       | 23.6 (74.5)                                                                                       | 32.6 (90.7)                                                                                       | 34.5 (94.1)                                                                                       | 37.2 (99.0)                                                                                       | 37.4 (99.3)                                                                                       | 39.2 (102.6)                                                                                      | 41.9 (107.4)                                                                                      | 39.4 (102.9)                                                                                      | 31.4 (88.5)                                                                                       | 25.1 (77.2)                                                                                       | 18.3 (64.9)                                                                                       | 41.9 (107.4)                                                                                      |
| Trung bình ngày tối đa °C (°F)                                                                    | 10.0 (50.0)                                                                                       | 13.2 (55.8)                                                                                       | 18.3 (64.9)                                                                                       | 23.8 (74.8)                                                                                       | 27.4 (81.3)                                                                                       | 29.1 (84.4)                                                                                       | 31.6 (88.9)                                                                                       | 31.7 (89.1)                                                                                       | 26.8 (80.2)                                                                                       | 21.3 (70.3)                                                                                       | 16.9 (62.4)                                                                                       | 11.3 (52.3)                                                                                       | 21.8 (71.2)                                                                                       |
| Trung bình ngày °C (°F)                                                                           | 7.1 (44.8)                                                                                        | 9.7 (49.5)                                                                                        | 13.9 (57.0)                                                                                       | 18.9 (66.0)                                                                                       | 22.5 (72.5)                                                                                       | 24.7 (76.5)                                                                                       | 27.1 (80.8)                                                                                       | 26.9 (80.4)                                                                                       | 22.9 (73.2)                                                                                       | 18.1 (64.6)                                                                                       | 13.7 (56.7)                                                                                       | 8.6 (47.5)                                                                                        | 17.8 (64.1)                                                                                       |
| Tối thiểu trung bình ngày °C (°F)                                                                 | 5.0 (41.0)                                                                                        | 7.2 (45.0)                                                                                        | 10.8 (51.4)                                                                                       | 15.3 (59.5)                                                                                       | 18.8 (65.8)                                                                                       | 21.6 (70.9)                                                                                       | 23.8 (74.8)                                                                                       | 23.6 (74.5)                                                                                       | 20.2 (68.4)                                                                                       | 16.0 (60.8)                                                                                       | 11.5 (52.7)                                                                                       | 6.7 (44.1)                                                                                        | 15.0 (59.1)                                                                                       |
| Thấp kỉ lục °C (°F)                                                                               | −2.4 (27.7)                                                                                       | −0.4 (31.3)                                                                                       | −0.2 (31.6)                                                                                       | 5.7 (42.3)                                                                                        | 9.6 (49.3)                                                                                        | 14.8 (58.6)                                                                                       | 17.6 (63.7)                                                                                       | 17.0 (62.6)                                                                                       | 13.9 (57.0)                                                                                       | 4.9 (40.8)                                                                                        | 1.4 (34.5)                                                                                        | −1.8 (28.8)                                                                                       | −2.4 (27.7)                                                                                       |
| Lượng Giáng thủy trung bình mm (inches)                                                           | 13 (0.5)                                                                                          | 16.6 (0.65)                                                                                       | 34.9 (1.37)                                                                                       | 59 (2.3)                                                                                          | 101.8 (4.01)                                                                                      | 152.8 (6.02)                                                                                      | 184.6 (7.27)                                                                                      | 181.7 (7.15)                                                                                      | 115.4 (4.54)                                                                                      | 60.1 (2.37)                                                                                       | 23.3 (0.92)                                                                                       | 12.8 (0.50)                                                                                       | 956 (37.6)                                                                                        |
| Số ngày giáng thủy trung bình (≥ 0.1 mm)                                                          | 8.9                                                                                               | 8.4                                                                                               | 9.9                                                                                               | 12.4                                                                                              | 13.9                                                                                              | 15.1                                                                                              | 13.3                                                                                              | 12.7                                                                                              | 15.2                                                                                              | 15.4                                                                                              | 9.0                                                                                               | 8.7                                                                                               | 142.9                                                                                             |
| Số ngày tuyết rơi trung bình                                                                      | 0.5                                                                                               | 0.3                                                                                               | 0                                                                                                 | 0                                                                                                 | 0                                                                                                 | 0                                                                                                 | 0                                                                                                 | 0                                                                                                 | 0                                                                                                 | 0                                                                                                 | 0                                                                                                 | 0.2                                                                                               | 1                                                                                                 |
| Độ ẩm tương đối trung bình (%)                                                                    | 82                                                                                                | 78                                                                                                | 74                                                                                                | 73                                                                                                | 72                                                                                                | 79                                                                                                | 80                                                                                                | 78                                                                                                | 82                                                                                                | 84                                                                                                | 82                                                                                                | 82                                                                                                | 79                                                                                                |
| Số giờ nắng trung bình tháng                                                                      | 38.3                                                                                              | 53.5                                                                                              | 100.1                                                                                             | 136.8                                                                                             | 132.3                                                                                             | 111.8                                                                                             | 154.5                                                                                             | 164.8                                                                                             | 92.9                                                                                              | 59.3                                                                                              | 55.2                                                                                              | 34.6                                                                                              | 1.134,1                                                                                           |
| Phần trăm nắng có thể                                                                             | 12                                                                                                | 17                                                                                                | 27                                                                                                | 35                                                                                                | 31                                                                                                | 27                                                                                                | 36                                                                                                | 41                                                                                                | 25                                                                                                | 17                                                                                                | 17                                                                                                | 11                                                                                                | 25                                                                                                |
| Nguồn: China Meteorological Administration                                                        |                                                                                                   |                                                                                                   |                                                                                                   |                                                                                                   |                                                                                                   |                                                                                                   |                                                                                                   |                                                                                                   |                                                                                                   |                                                                                                   |                                                                                                   |                                                                                                   |                                                                                                   |